# Filip de Theangela
Filip de Theangela (en llatí Philippus, en grec Φίλιππος ό Θεαγγελεύς) va ser un escriptor i historiador grec mencionat per Ateneu de Naucratis i Estrabó, que va escriure una Història de Cària titulada segons Ateneu Περὶ Καρω̂ν καὶ Λελέγων σύγγραμμα i d'acord amb el segon Καρικά.
Teànguela, d'on era nadiu, era una ciutat de Cària prop d'Halicarnàs. De l'època en què va viure aquest Filip no se'n sap res, tret de que va ser posterior a Estrabó. Alguns erudits pensen que podria ser el mateix personatge que Filip Isàngel citat per Plutarc i, per tant, hauria viscut al segle IV aC, però no hi ha prou proves.